# 2006年亿万富翁列表
以下是福布斯排出的以美元表示的全球亿万富翁列表，这里不包括个人资产依赖其职位的政府首脑。 2006年共有793位亿万富翁来自全球49个国家，大约有一半是来自美国和德国。2006度来自俄罗斯、印度、巴西的人数有所上升，得益于这些地区的经济增长。

## 估计净资产前十

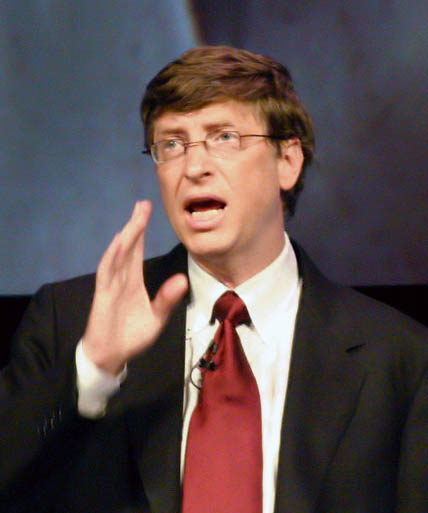
1st - 比尔·盖茨 - （美国）
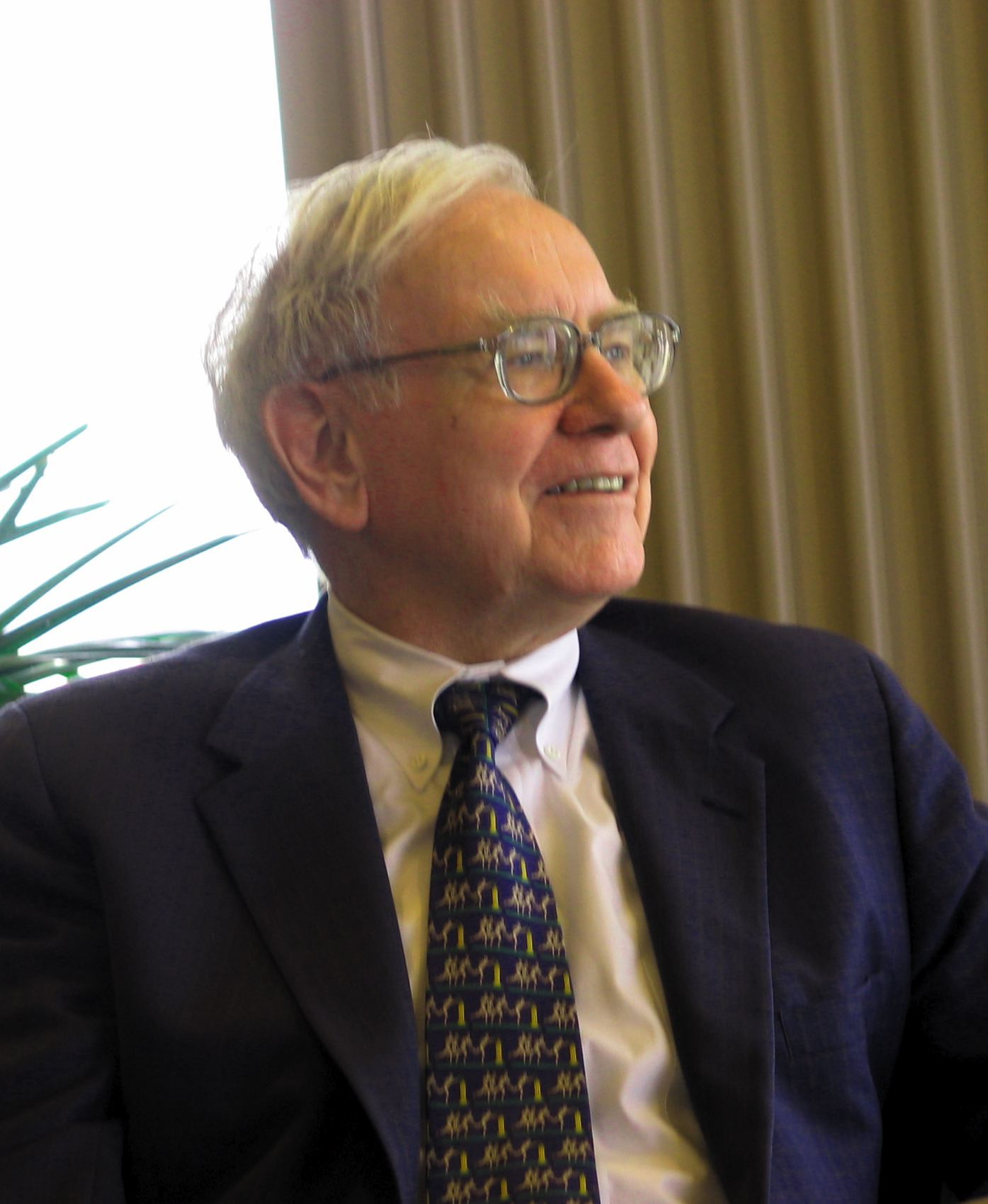
2nd - 華倫·巴菲特 - （美国）
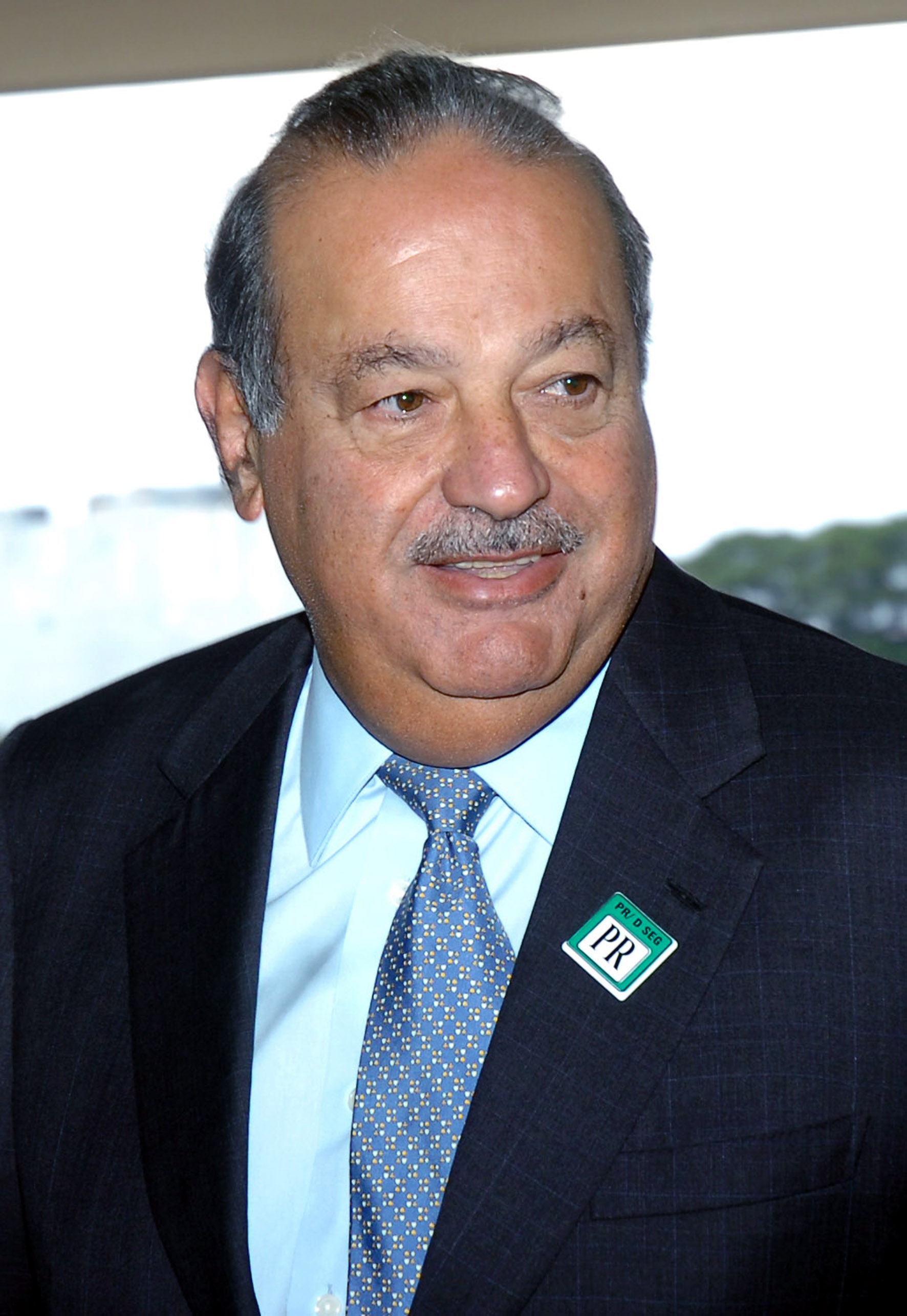
3rd - 卡洛斯·斯利姆·埃卢 - （墨西哥）
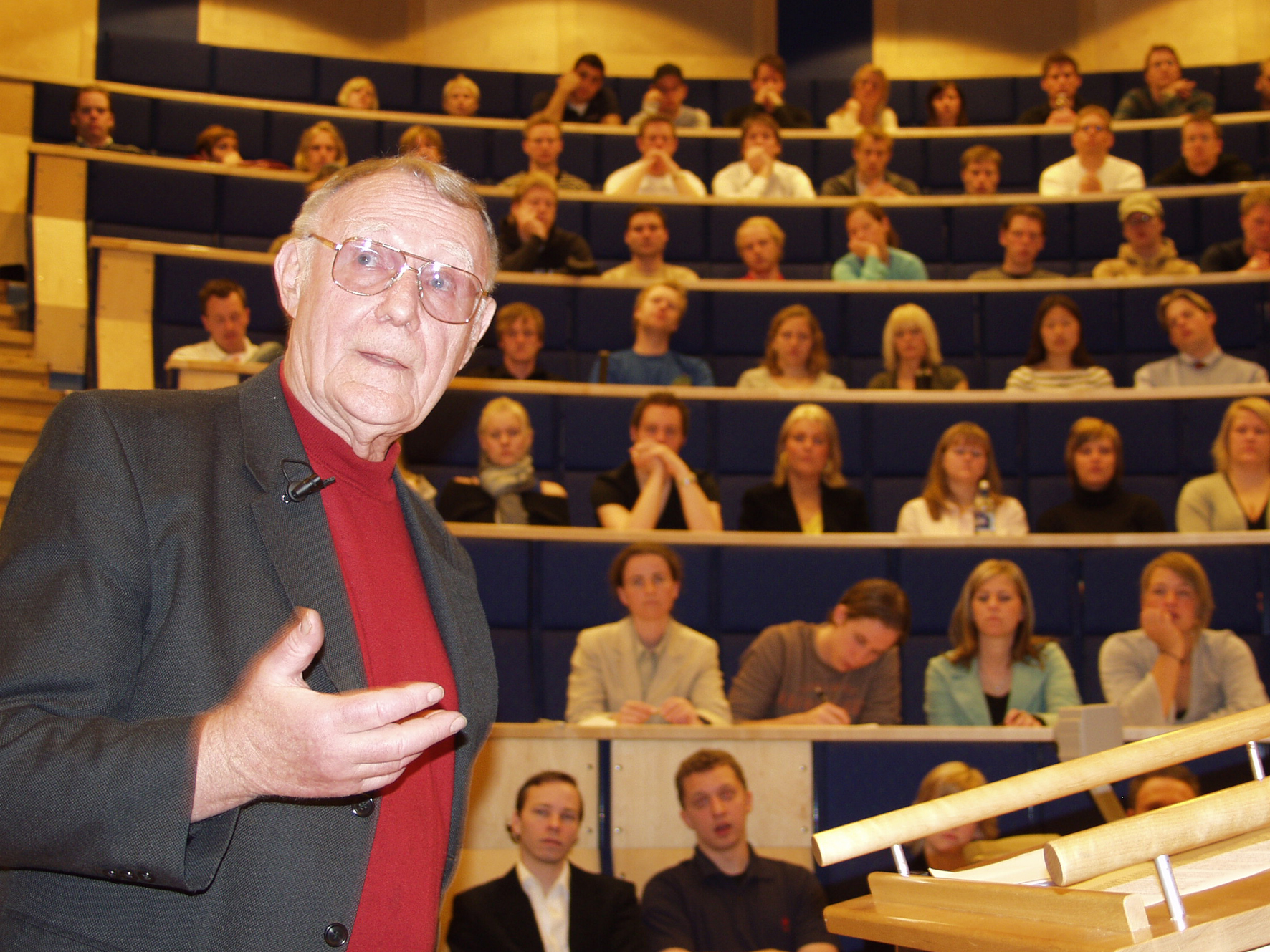
4th - 英格瓦·坎普拉 - （瑞典）
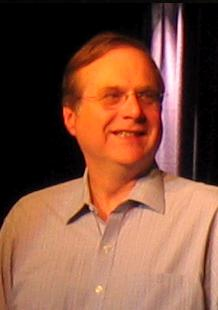
5th - 保罗·艾伦 - （美国）
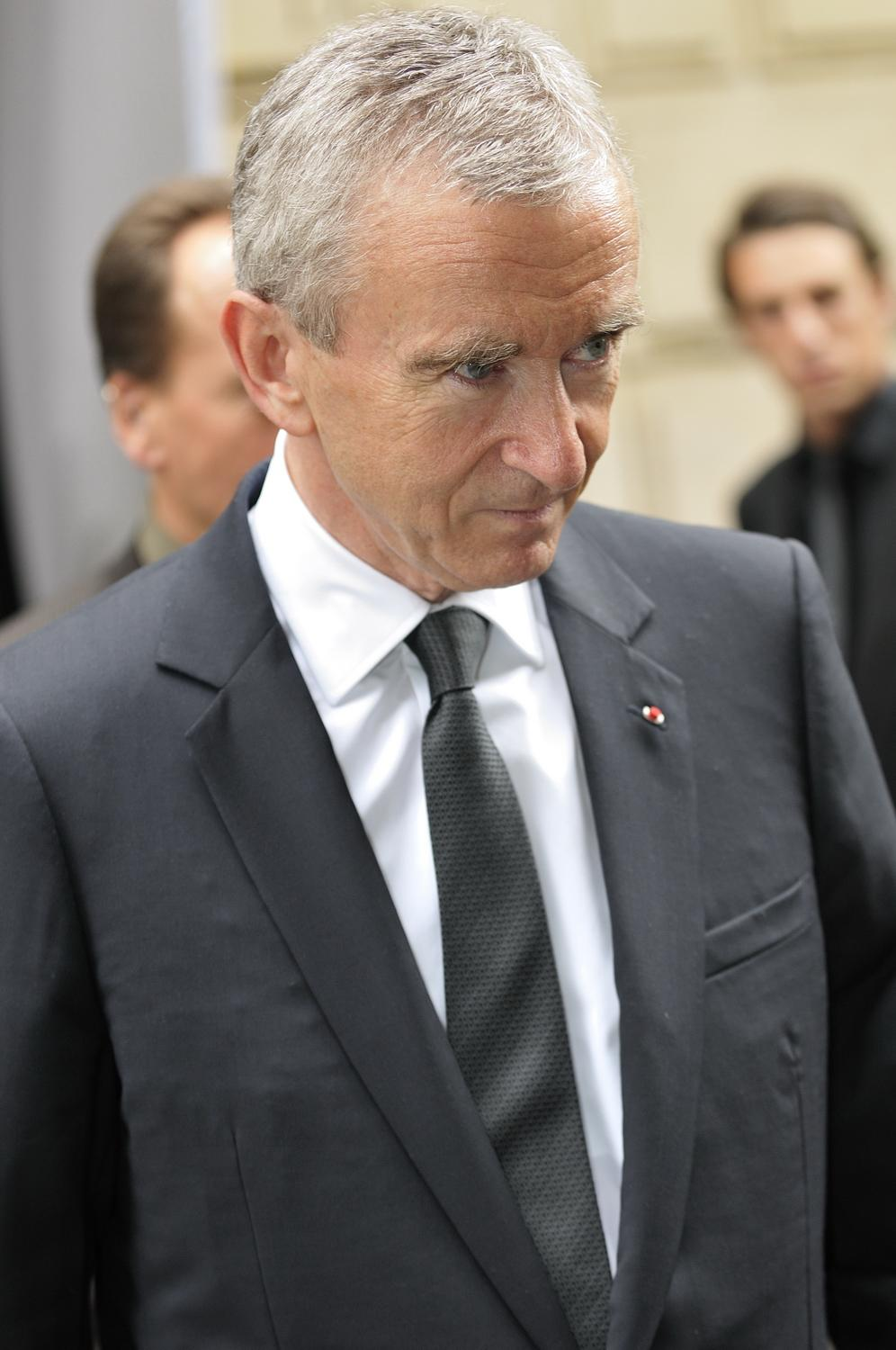
6th - 贝尔纳·阿尔诺 - （法国）
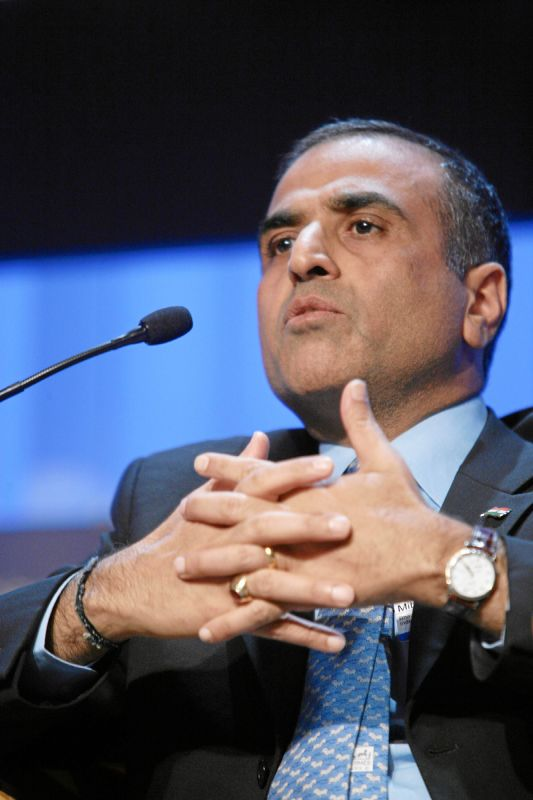
7th - 拉克希米·米塔尔 - （印度）

## 估计净资产前50位
1. 比尔·盖茨（$500亿）
2. 沃伦·巴菲特（$420亿）
3. 卡洛斯·斯利姆·埃卢（$300亿）
4. 英瓦尔·坎普拉德（$280亿）
5. 拉克希米·米塔尔（$235亿）
6. 保罗·艾伦（$220亿）
7. 贝尔纳·阿尔诺（$215亿）
8. 阿勒瓦利德王子（$200亿）
9. 肯尼思·汤姆森（$196亿）
  - 注释：肯尼思·汤姆森于2006年6月12日逝世。他的儿子，大卫·汤姆森被认为会继承遗产。由于加拿大元汇率的变动，肯尼思·汤姆森有可能比去世时更富有。
10. 李嘉诚（$188亿）
11. 罗曼·阿布拉莫维奇（$182亿）
12. 迈克尔·戴尔（$171亿）
13. 卡尔·阿尔布雷希特（$170亿）
14. 谢尔登·阿德尔森（$161亿）
15. 利利亚纳·贝当古（$160亿）
16. 劳伦斯·埃利森（$160亿）
17. 克里斯蒂·沃尔顿（$159亿）
18. 吉姆·沃尔顿（$159亿）
19. 罗布森·沃尔顿（$158亿）
20. 艾丽斯·沃尔顿（$157亿）
21. 海伦·沃尔顿（$156亿）
22. 特奥·阿尔布雷希特（$152亿）
23. 阿曼西奥·奥尔特加·高纳（$148亿）
24. 史蒂夫·巴尔默（$136亿）
25. 阿齐姆·普雷姆吉（$133亿）
26. 谢尔盖·布林（$129亿）
27. 拉里·佩奇（$128亿）
28. 阿比盖尔·约翰逊（$125亿）
29. 纳赛尔·阿勒哈拉菲及其家族（$124亿）
30. 芭芭拉·考克斯·安东尼（$124亿）
31. 安妮·考克斯·钱伯斯（$124亿）
32. 斯特凡·佩尔松（$123亿）
33. 查尔斯·科克（$120亿）
34. 戴维·科克（$120亿）
35. 郭炳湘、郭炳江、郭炳联（$116亿）
36. 阿道夫·默克勒（$115亿）
37. 苏莱曼·本·阿卜杜勒·阿勒拉杰吉（$110亿）
38. 瓦吉特·阿列克佩罗夫（$110亿）
39. 西尔维奥·贝卢斯科尼（$110亿）
40. 李兆基（$110亿）
41. 弗拉基米尔·利辛（$107亿）
42. 米夏埃尔·奥托及其家族（$104亿）
43. 皮埃尔·奥米迪亚（$101 億）
44. 莱奥纳尔多·德尔韦基奥（$100亿）
45. 米凯莱·费雷罗及其家族（$100亿）
46. 小福里斯特·马尔斯（$100亿）
47. 杰奎琳·马尔斯（$100亿）
48. 约翰·马尔斯（$100亿）
49. 维克多·维克塞尔伯格（$100亿）
50. 米哈伊尔·弗里德曼（$97亿）

注意：以上货币单位全为美元.

## 参看
- 2007年亿万富翁列表
- 2005年亿万富翁列表